# سیر قلیه
سیر قلیه، یکی از غذا‌های محلی پرطرفدار در استان گیلان است.
مواد سیر قلیه را مرغابی  یا مرغ یا اردک ، برگ سیر، تخم مرغ، لپه، آب نارنج یا آبلیمو و نمک و فلفل تشکیل می‌دهد. در این خورشت برگ سیر تازه مصرف می‌شود و بیشتر در هوای سرد و در فصل زمستان و پاییز طبخ می‌شود 